# Mount Dergach
Mount Dergach (russisch Гора Дергача Gora Dergatscha) ist ein eisbedeckter Berg mit abgeflachtem Gipfel an der Oates-Küste des ostantarktischen Viktorialands. Er ragt westlich der Ob’ Bay und südlich des Lunik Point in den Bowers Mountains auf.
Fotografiert wurde das Gebiet im Rahmen der Operation Highjump (1946–1947). Die geodätische Vermessung erfolgte 1958 bei der Zweiten Sowjetischen Antarktisexpedition (1956–1958). Benannt ist der Berg nach dem Meteorologen Alexei Leontjewitsch Dergatsch, einem Mitglied der Fünften Sowjetischen Antarktisexpedition (1959–1961), der beim Brand auf der Mirny-Station am 3. August 1960 ums Leben gekommen war. Das Advisory Committee on Antarctic Names übertrug die russische Benennung 1970 ins Englische.